# Zwartvlekspikkelspanner
De zwartvlekspikkelspanner (Menophra abruptaria) is een vlinder uit de familie van de spanners, de Geometridae.

## Kenmerken
De voorvleugellengte bedraagt tussen de 18 en 21 millimeter. De basiskleur van de vleugels varieert in bruintint van bijna wit tot geelbruin. Over de vleugel lopen scherpe donkere banden. Op de voorvleugel houdt deze band abrupt op in het midden van de vleugel, de wetenschappelijke naam abruptaria verwijst daarnaar. 
De vrouwelijke vlinders zijn groter dan de mannelijke.
De rups zijn grijsbruin tot bijna zwart van kleur.
De vliegtijd is van april tot in juni, in het algemeen in één jaarlijkse generatie. Een partiële tweede generatie kan later in de zomer vliegen.

## Waardplanten
De zwartvlekspikkelspanner gebruikt liguster, sering en gewone es als waardplanten. De rups leeft van juni tot september. De soort overwintert als pop.

## Voorkomen
De soort komt voor in het zuidwesten van Noord-Afrika, in Zuid-Europa en Voor-Azië, en ten noorden daarvan in een band van Engeland tot Zwitserland en het zuidwesten van Duitsland. 
Melanistische vlinders worden aangetroffen in Londen, waar hij bijzonder algemeen voorkomt tot in het centrum.

### Nederland en België
De zwartvlekspikkelspanner is in Nederland en België een zeer zeldzame soort, die slechts een enkele keer als zwerver is gezien.